# Tank 500

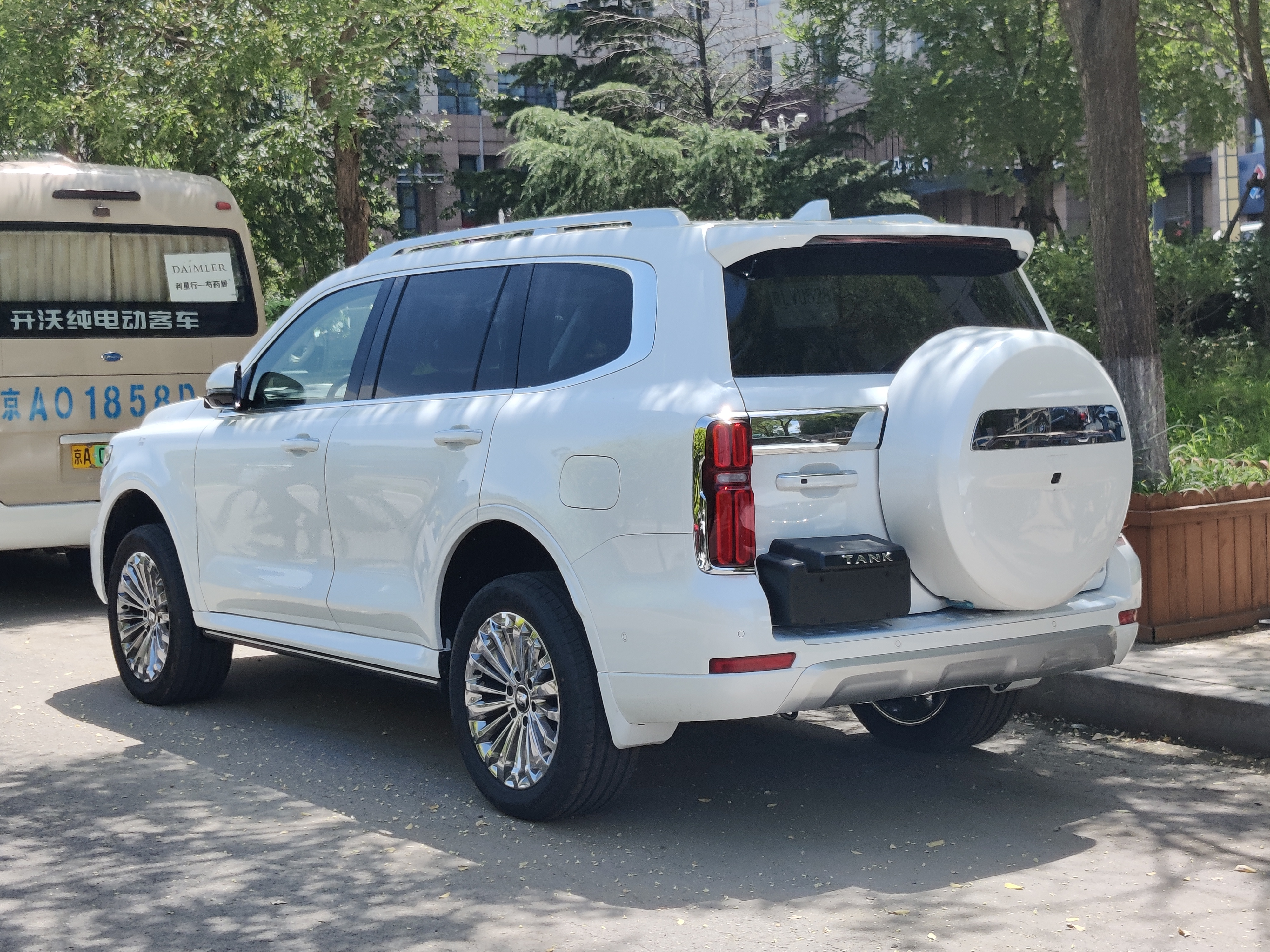
Вид сзади

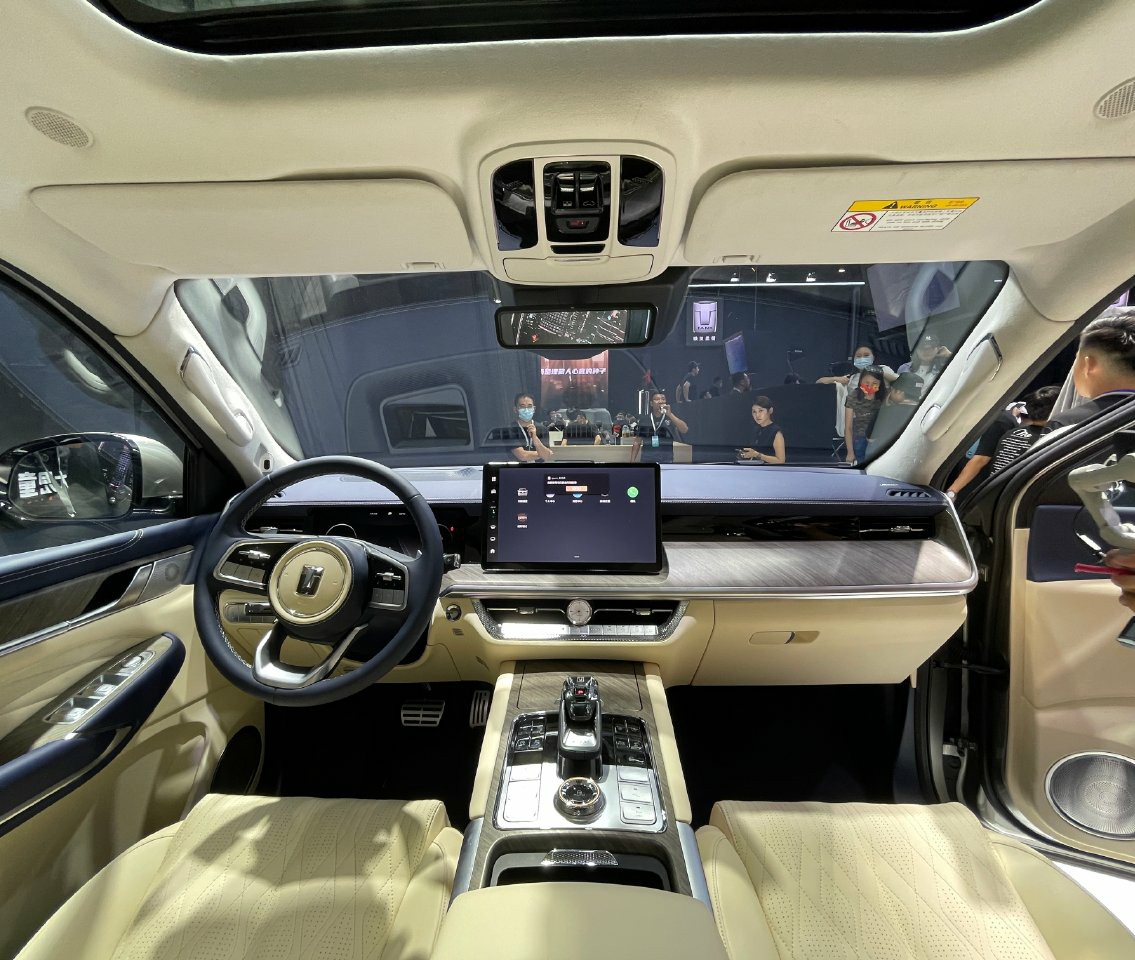
Место водителя

Tank 500 — полноразмерный внедорожник, выпускаемый с 2021 года компанией Tank — внедорожным подразделением Great Wall Motors.

## Описание
Автомобиль Tank 500 впервые был представлен 29 августа 2021 года в Чэнду. После Tank 300, это вторая модель бренда Tank. 29 ноября 2021 года автомобиль был представлен в Таиланде.
Гибридный автомобиль Tank 500 PHEV оснащён четырёхцилиндровым двигателем внутреннего сгорания объёмом 2 литра, мощностью 408 л. с. и крутящим моментом 750 Н⋅м в паре с девятиступенчатой автоматической трансмиссией. Базовая модель оснащена шестицилиндровым двигателем внутреннего сгорания с турбонаддувом мощностью 349 л. с. и крутящим моментом 500 Н⋅м. Конкурентом автомобиля является Toyota Land Cruiser Prado.